# 気仙沼大島大橋
気仙沼大島大橋（けせんぬまおおしまおおはし）は、宮城県気仙沼市の本土と離島である大島とを結ぶ道路橋である。愛称は鶴亀大橋。全長356 m。最大支間長は東日本で最長の297 m。土木学会田中賞（作品部門）受賞。

## 概要
1967年（昭和42年）以来、大島への架橋は50年以上も望んで叶えられなかった悲願であったが、2011年（平成23年）3月中旬に東日本大震災が発生すると、日本に、とりわけ東北地方の太平洋側3県（“被災3県”）を中心とした地域に災害復旧復興の機運が湧き上がるなか、大規模被災時の孤立化が避けられない大島の置かれた状況も大きく変化し、「復興のシンボル」として宮城県を主体とした整備事業が推し進められる運びとなり、大震災からおよそ8年後、橋本体の着工からは約4.5年後の2019年（平成31年）4月7日に開通した。架橋事業の費用は、橋単体で約60億円、総事業費は約270億円であった。

## 歴史
2011年（平成23年）10月20日に宮城県庁で開催された第1回県道大島浪板線大島架橋設計検討委員会で、橋梁形式を中路アーチ橋にすることが決定された。2012年（平成24年）4月に用地買収が始まり、2013年（平成25年）1月23日に大島架橋事業起工式が、2014年（平成26年）11月15日に橋梁本体の起工式が行われた。また、本体工事起工式では施設の名称と愛称名が発表された。
- 一般県道大島浪板線 - 愛称：気仙沼大島龍宮海道（けせんぬま おおしま りゅうぐうかいどう）
- 大島架橋 - 気仙沼大島大橋（けせんぬま おおしま おおはし）、愛称：鶴亀大橋（つるかめ おおはし）
- 二ノ浜1号トンネル - 浦島1号トンネル
- 二ノ浜2号トンネル - 浦島2号トンネル
- 磯草3号トンネル - 乙姫1号トンネル
- 磯草4号トンネル - 乙姫2号トンネル
- 磯草5号トンネル - 乙姫3号トンネル

2017年（平成29年）3月29日12時30分、気仙沼大島大橋の架設が完了、10月17日に本体工事が終了した。2019年（平成31年）1月4日、宮城県から同年4月7日15時に供用開始することが発表された。
なお、それまで大島の暮らしを本土と繋いできた大島航路（気仙沼港と大島の間を運航する一般旅客船定期航路で、大島汽船が運営してきた）は、大橋の開通に合わせて、開通日の気仙沼港発19:00の最終便をもって1906年（明治39年）以来110年以上に亘る定期航路の歴史に幕を下ろした。

### 年表
- 1917年（大正6年） - 架橋を切望する内容の島甚句（島節）「島と唐桑にそり橋かけて 渡りたいぞや今（もしくは 只）一度」は、もっと前からあったと見られるが[14]、『大島村誌』が編纂されたこの年に初めて記録された[14]。「唐桑」は本土にある唐桑半島のことで、島民が昔から架橋を望んでいたことが窺い知れる[14]。架橋の悲願は「1967年以来」と称されることが多いが、それはあくまで事業が具体化してからの話である。
- 1967年（昭和42年） - 宮城県勢発展計画に大橋の架橋事業が盛り込まれる[15]。
- 1987年（昭和62年）4月 - 気仙沼大島大橋架橋促進期成同盟会の結成[15]。
- 1993年（平成5年） - 基本ルートの決定[15]。
- 2008年（平成20年） - 架橋ルートの提示[15]。
- 2010年（平成22年）9月 - 村井嘉浩宮城県知事が、2011年度の事業着手を表明する[15]。
- 2011年（平成23年）
  - 3月11日 - 東日本大震災が発生[16]。対岸にある気仙沼漁港などは大津波により被害甚大、大島も被災し、しばらく地理的に孤立化する。大島航路はこれを担う大島汽船が所有する船7隻全てに被害を受ける[13]。
  - 8月 - 震災後の状況に対応して架橋の新ルートが提示される[15]。
- 2012年（平成24年）4月 - 用地買収の開始[7]。
- 2013年（平成25年）1月23日 - 架橋事業の起工[8]。
- 2014年（平成26年）11月15日 - 橋梁本体の着工[9]。
- 2015年（平成27年）7月22日 - 大橋の開通に合わせて大島航路（気仙沼港・大島間の一般旅客船定期航路）が廃止されることが発表される[13]。
- 2017年（平成29年）
  - 3月29日 - 12時30分、橋梁の架設の完了[10]。
  - 10月17日 - 橋梁本体の竣工[11]。
- 2018年（平成30年）7月 - 高欄・袂（たもと）・桁内部などへの照明の設置工事が完了[17]。
- 2019年（平成31年）
  - 1月4日 - 4月7日15時付での供用開始（開通）予定が、宮城県より発表される[18]。
  - 4月7日 - 15時、気仙沼大島大橋の供用開始（開通）[2][3]。一方、大島航路は気仙沼港発19時の最終便をもって廃止された[12]。